# SN 2012bt
SN 2012bt – supernowa typu Ic, odkryta 7 marca 2012 roku w galaktyce IC4674. W momencie odkrycia, miała maksymalną jasność 16,5m.